# Hietasaari (ö i Sysmä, Herjaanselkä)
Hietasaari är en ö i Päijännesjön i Finland. Den ligger i sjön Päijänne och i kommunen Sysmä i den ekonomiska regionen  Lahti  och landskapet Päijänne-Tavastland, i den södra delen av landet, 170 km norr om huvudstaden Helsingfors. Öns största längd är 7,6 kilometer i sydöst-nordvästlig riktning.